# XS (singolo)
XS (abbreviazione di Excess) è un singolo della cantante giapponese Rina Sawayama, pubblicato il 2 marzo 2020 come terzo estratto dal primo album in studio Sawayama.
Il brano è stato interpretato come una denuncia verso il capitalismo, il sessismo e i problemi ambientali.

## Descrizione
Musicalmente è un brano pop sperimentale con influenze hard rock, una melodia R&B e sonorità che amalgamano l'elettropop e il bubblegum pop.

## Video musicale
Il videoclip ufficiale della canzone è stato pubblicato in concomitanza con l'uscita dell'album, ovvero il 17 aprile 2020.

## Tracce
Testi e musiche di Kyle Shearer, Chris Lyon, Nate Campany e Rina Sawayama.
1. XS – 3:21